# Festiwal Filmów Krótkometrażowych „In the Palace”
Festiwal Filmów Krótkometrażowych „In the Palace” (bułg. Международен фестивал на късометражно кино В ДВОРЕЦА, ang. „In The Palace" International Short Film Festival) – bułgarski festiwal filmowy dedykowany filmom krótkometrażowym. Prezentowane tam filmy cechuje różnorodność stylistyczna i gatunkowa, lecz wymóg jest jeden – filmy nie mogą przekraczać 27 minut. Pierwsza edycja odbyła się w Welingradzie w 2003 roku, a w 2015 roku, z powodu rosnącej popularności imprezy, główne wydarzenia zostały przeniesione do Sofii. Następnie festiwal zawędrował kolejno do Wielkiego Tyrnowa, Warny i Bałcziku. 
Głównym celem festiwalu „In the Palace” jest zaprezentowanie różnorodnych obrazów filmowych oraz przyczynienie się do rozwoju współczesnej sztuki filmowej w Bułgarii, w Europie oraz na świecie. Organizacja realizująca projekt działa przy wsparciu wolontariuszy z wielu krajów europejskich. Festiwal ma charakter konkursowy i dzieli się na trzy sekcje: konkurs międzynarodowy, narodowy oraz studencki. Obrazy są wybierane przez powołany do tego celu komitet, a następnie oceniane przez międzynarodowe jury. Nagrody przydzielane są w czterech kategoriach: fikcja, dokument, animacja oraz film eksperymentalny. Festiwalowi towarzyszy szereg innych wydarzeń, wśród nich: warsztaty, seminaria, wykłady, warsztaty mistrzowskie z dziedziny kinematografii, reżyserii, produkcji filmowej, sztuki cyfrowej, postprodukcji, a także PR-u oraz wiedzy na temat specjalistycznego rynku filmów krótkometrażowych. 
Nagrodzone w „In the Palace” filmy krótkometrażowe z Bułgarii są rozważane przy zgłoszeniu do nominacji do Oscara dla najlepszego krótkometrażowego filmu animowanego i najlepszego krótkometrażowego filmu fabularnego. 